# Josué Anunciado de Oliveira
Josué Anunciado de Oliveira, mais conhecido como Josué (Vitória de Santo Antão, 19 de julho de 1979), é um ex-futebolista brasileiro que atuava como volante. 
Atualmente é empresário da dupla sertaneja João Lucas & Marcelo, que ficou conhecido pelo hit Eu Quero Tchu, Eu Quero Tcha, em 2012.

## Carreira
Revelado pelo Clube Atlético do Porto, de Caruaru, tornou-se um dos grandes destaques do Goiás, de Goiânia, onde jogou de 1997 a 2004, conseguindo uma convocação para a Seleção Brasileira pré-olímpica, por causa de sua ótima marcação e bom passe.

### São Paulo
Em 20 de dezembro de 2004, foi contratado pelo São Paulo a pedido de Émerson Leão. No clube, Josué foi campeão Paulista, da Libertadores e Mundial em 2005, além de campeão Brasileiro em 2006. Ao lado do volante Mineiro fez uma das melhores duplas do setor no futebol brasileiro na primeira década dos anos 2000.

### Wolfsburg

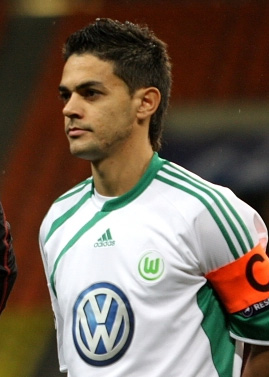
Josué em 2009.

Em 13 de agosto de 2007, ao final da Copa América, Josué foi contratado pelo Wolfsburg, da Alemanha, time do qual foi capitão e ídolo. Seu clube conquistou o Campeonato Alemão em 2009, fato histórico pois nunca havia conquistado tal título.

### Atlético Mineiro
Josué negociava seu retorno ao Brasil desde o começo do ano de 2013. O principal interessado na contratação do jogador era o Atlético Mineiro, clube treinado por Cuca, que havia sido seu técnico durante sua passagem pelo Goiás. A princípio o Atlético havia rejeitado pagar o valor que o Wolfsburg exigia pela liberação do atleta. Porém, no dia 20 de março, o Wolfsburg anunciou em seu site oficial a negociação de Josué com o Atlético Mineiro. Em sua volta ao Brasil, o jogador assinou um contrato de dois anos com o Galo.
Marcou seu primeiro gol pelo Atlético logo em sua estreia no dia 31 de março, na vitória por 4–1 sobre o Tupi pelo Campeonato Mineiro.
Foi um dos grandes nomes do time no título da Copa Libertadores da América de 2013.
No dia 09 de maio de 2015, Josué completou 100 jogos pelo Galo, no empate por 2–2 contra o Palmeiras, em São Paulo.
No dia 6 de dezembro de 2015, o Atlético Mineiro anunciou o término de seu contrato. Consequentemente, Josué encerrou a sua carreira ao final do vínculo.

## Seleção Brasileira
Em 2007, ele continua com excelentes atuações pelo São Paulo, e acaba sendo convocado para a Seleção pelo técnico Dunga, para disputar a Copa América. Embora tenha começado como reserva de Mineiro e Gilberto Silva, o técnico do Brasil optou por um esquema de três volantes, e Josué acabou ficando com a vaga de titular até o fim da Copa, aonde o Brasil se sagrou campeão. Josué ainda marcou um gol na goleada contra o Chile pelas quartas-de-final.
Foi convocado por Dunga para a Copa das Confederações FIFA de 2009. 1 ano após, em 11 de maio de 2010, foi convocado para integrar a Seleção Brasileira na Copa do Mundo deste mesmo ano. Jogou sua primeira partida em Copas do Mundo, no dia 25 de junho de 2010, durante o mundial da África do Sul. Josué, que estava na reserva, entrou aos 44 minutos do primeiro tempo, no lugar de Felipe Melo, no jogo Portugal 0–0 Brasil, ainda na fase de grupos (1ª Fase) da Copa. Apesar do bom desempenho, este foi seu primeiro e único jogo naquele Mundial, pois Josué voltou para a reserva na vitória do Brasil sobre o Chile (3–0, nas oitavas-de-final), e na derrota e eliminação da Seleção para Holanda (2–1, quartas-de-final).

## Estatísticas

### Gols pela Seleção Brasileira
|    | Data                | Local                     | Resultado | Adversário | Gols | Competição           |
| -- | ------------------- | ------------------------- | --------- | ---------- | ---- | -------------------- |
| 1. | 07 de julho de 2007 | Puerto La Cruz, Venezuela | 6–1       | Chile      | 1    | Copa América de 2007 |

## Títulos
Goiás
- Campeonato Goiano: 1997, 1998, 1999, 2000, 2002 e 2003
- Campeonato Brasileiro Série B: 1999
- Copa Centro-Oeste: 2000, 2001 e 2002

São Paulo
- Campeonato Paulista: 2005
- Copa Libertadores da América: 2005
- Mundial de Clubes da FIFA: 2005[13]
- Campeonato Brasileiro: 2006, 2007

Wolfsburg
- Campeonato Alemão: 2008–09

Atlético Mineiro
- Campeonato Mineiro: 2013, 2015
- Copa Libertadores da América: 2013[14]
- Recopa Sul-Americana: 2014
- Copa do Brasil: 2014

Seleção Brasileira
- Copa América: 2007
- Copa das Confederações: 2009